# 中流砥柱

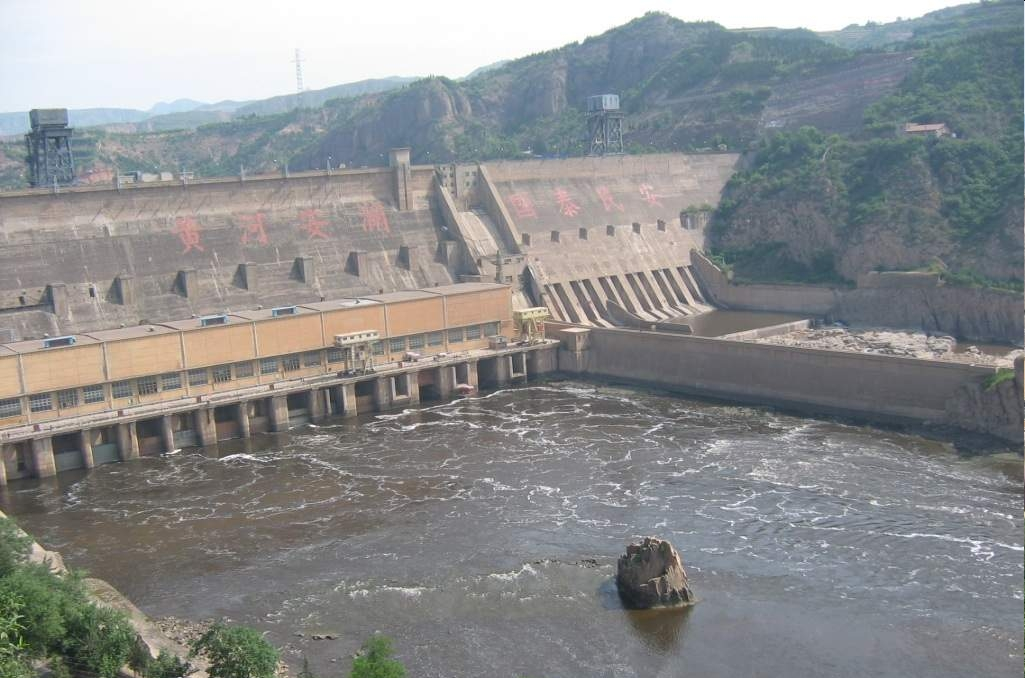
图中三门峡大坝前黄河中的石柱即为“中流砥柱”

中流砥柱为黄河的一处景观，后来成为一个成语。广东省还有一处同名的文物中流砥柱石刻。
黄河河南三門峽河段下遊河中心有一塊巨石在河道中挺立，經河水猛烈衝擊，屹立幾千年而不倒，叫做「砥柱山」，成語中流砥柱就由此而來。相传是大禹治水时留下的镇河石柱。《晏子春秋·内篇谏下》：“吾尝从君济于河，鼋衔左骖，以入砥柱之中流。”该成语比喻坚强独立的人能在动荡艰难的环境中起支柱作用。
毛泽东1941年5月25日为中共中央起草《关于揭破远东慕尼黑新阴谋》的通知，提出“共产党领导的武力和民众已成了抗日战争中的中流砥柱”。中流砥柱成为中国共产党对自身在中国人民抗日战争中所起作用的重要论断，但也引发了争论，参看抗战主力之争和中国共产党修改历史的质疑。